# Łapsze Wyżne (gromada)
Łapsze Wyżne – dawna gromada, czyli najmniejsza jednostka podziału terytorialnego Polskiej Rzeczypospolitej Ludowej w latach 1954–1972.
Gromady, z gromadzkimi radami narodowymi (GRN) jako organami władzy najniższego stopnia na wsi, funkcjonowały od reformy reorganizującej administrację wiejską przeprowadzonej jesienią 1954 do momentu ich zniesienia z dniem 1 stycznia 1973, tym samym wypierając organizację gminną w latach 1954–1972.
Gromadę Łapsze Wyżne z siedzibą GRN w Łapszach Wyżnych utworzono – jako jedną z 8759 gromad na obszarze Polski – w powiecie nowotarskim w woj. krakowskim, na mocy uchwały nr 27/IV/54 WRN w Krakowie z dnia 6 października 1954. W skład jednostki weszły obszary dotychczasowych gromad Łapsze Wyżne, Łapszanka i Trybsz ze zniesionej gminy Łapsze Niżne w tymże powiecie. Dla gromady ustalono 16 członków gromadzkiej rady narodowej.
31 grudnia 1961 do gromady Łapsze Wyżne przyłączono wieś Łapsze Niżne ze zniesionej gromady Łapsze Niżne.
Gromada przetrwała do końca 1972 roku, czyli do kolejnej reformy gminnej.